# IC 1826
IC 1826 = IC 1830 ist eine Linsenförmige Galaxie mit ausgedehnten Sternentstehungsgebieten vom Hubble-Typ SB0/a im Sternbild Fornax am Südsternhimmel. Sie ist schätzungsweise 60 Millionen Lichtjahre von der Milchstraße entfernt und hat einen Durchmesser von etwa 30.000 Lichtjahren.

Gemeinsam mit NGC 1079, NGC 1097, PGC 10479 und PGC 10709 bildet sie die NGC 1097-Gruppe. 
Das Objekt wurde am 6. September 1897 von Lewis Swift entdeckt.